# Samythella interrupta
Samythella interrupta är en ringmaskart som beskrevs av Fauchald 1972. Samythella interrupta ingår i släktet Samythella och familjen Ampharetidae. Inga underarter finns listade i Catalogue of Life.